# Lawrence (Massachusetts)

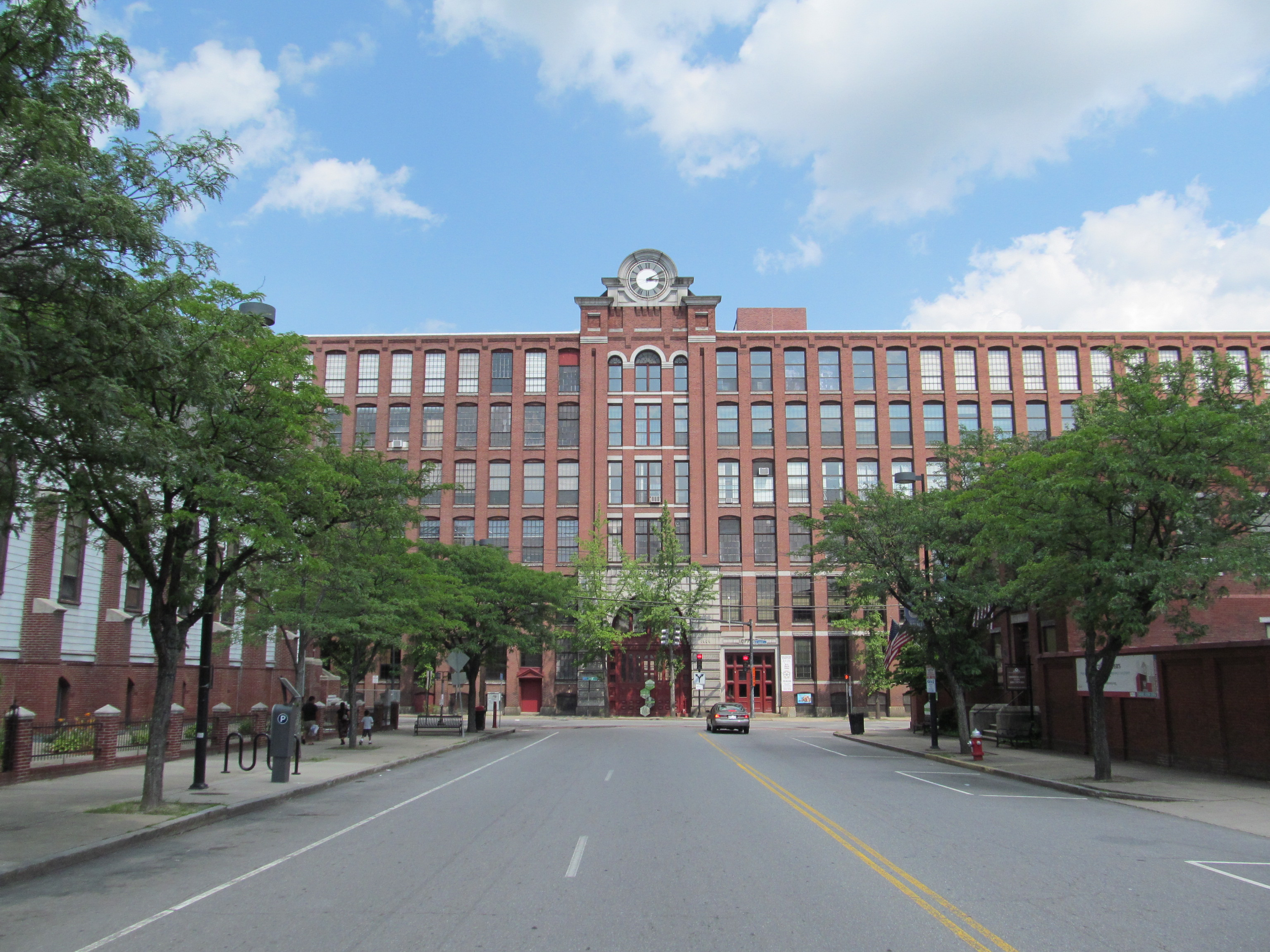

Lawrence é uma cidade localizada no condado de Essex no estado estadounidense de Massachusetts. No censo de 2018 tinha uma população de 80.370 pessoas